# Ondrej Pustai
Ondrej (Andrej) Pustai (25. května 1954 Seňa – 12. června 2014 Karlovy Vary) byl československý boxer maďarské národnosti.

## Sportovní kariéra
Byl rodákem z východoslovenské obce Seňa. S boxem začínal v nedalekých Košicích klubu Východoslovenských strojární (VSS) pod vedením Antona Spišiaka. Spišiak ho dle jeho vlastních slov naučil při boxování přemýšlet. Po vyučení narukoval na vojnu ke sportovní rotě do Litoměřic, ale záhy byl převelen do Karlových Varů, kde se připravoval v boxerském oddíle Rudé hvězdy pod vedením Jana Šauera. Až do roku 1975 neměl mezi muži výraznější sportovní úspěch. V tomto období začal pracovat na nové bojové strategii. Inspirací mu byl sovětský film Ring z roku 1973, kde se hlavní hrdina (Pjotr Isajev) utkává se soupeřem, který boxuje ze záklonu. Tuto taktiku začal v zápasech napodobovat a brzy slavil první úspěchy. Jeho v Československu specifický styl měl své výhody v podobě minima zranění ve tváři (roztržené obočí, naražený nos, natrhlý ret...), ale zároveň kladl zvýšený nápor na ramenní vazy a záda. Byl vyznavačem stíhového boxingu doma před zrcadlem, než sparingu s reálným soupeřem v ringu.
V roce 1975 byl zařazen do střediska vrcholového sportu ministerstva vnitra a přestoupil do Rudé hvězdy v Ústí nad Labem, kam dojížděl na tréninky z Karlových Varů. Poprvé na sebe výrazně upozornil média na podzim téhož roku – druhé místo v polotěžké váze do 81 kg na Spartakiádě bezpečnostních sborů a třetí místo na Memoriálu Václava Procházky. V listopadu poprvé reprezentoval Československo v zápase družstev s Dánském.
V olympijském roce 1976 se do užšího výběru reprezentace trenéra Josefa Malíka nevešel. V květnu získal svůj první titul mistra republiky v polotěžké váze do 81 kg, který v dalších letech šestkrát obhájil. V září vyhrál prestižní Memoriál Václava Procházky. V roce 1977 obsadil v lednu třetí místo na mezinárodním turnaji v Leningradu. V Československu patřil dlouhodobě za reprezentační jedničku ve své váze, dařilo se mu v lize, na domácích turnajích, v zahraničí končil na třetím místě, ale pro reprezentačního trenéra Josefa Malíka byl jeho box váhavý, stereotypní, dostatečně nezajímavý pro nominaci na mistrovství světa či Evropy. V roli hrála i jeho svébytná (samorostlejší) povaha. Narážek na svoji osobu se asi za svůj život vyslechl několik – "Pustai je společenský tvor, moc se baví... s rozhodčím", "Trenér aby u něho pořád stál. Včera se snad poprvé zapotil... a to ještě v sauně" apod. Boxoval ve slabě obsazované (malá konkurence) polotěžké váze a jeho styl boxování byl pro špičkové boxery dobře čitelný. Spoléhal se výhradně na bodování levým direktem (jab), který však byl podle trenéra Malíka pro vrcholový box pomalý. Tyto nedostatky znamenaly, že se své první nominace na mistrovství Evropy až ve svých 25 letech v květnu 1979. V německém Kolíně nad Rýnem prohrál v úvodním kole s Polákem Pawłem Skrzeczem 0:5 na klasifikační body.
V olympijském roce 1980 se podobně jako před čtyřmi roky do užšího výběru reprezentace trenéra Josefa Malíka nevešel. V poolympijské sezóně 1981 mu v oddíle i reprezentaci začal po letech konkurovat v jeho polotěžké váze do 81 kg dvacetiletý Jaroslav Ligoš. Vzájemná rivalita s Ligošem mu pomohla k druhé nominaci na květnové mistrovství Evropy ve finském Tampere. V původní šestičlenné nominaci vlastně nefiguroval. Boxerskému svazu se však podařilo zajistit nižší náklady na cestovném (letadlem do Moskvy, potom vlakem do Tampere) a tím byla nominace navýšena o tři další boxery. V úvodním kole porazil 5:0 na klasifikační body Švéda Bo Perssona. Ve čtvrtfinále ho čekal starý známý z utkání reprezentačních družstev s Maďarskem János Soltész. V únoru se Soltészem smolně prohrál ve třetím kole po úderu na spodek. V Tampere se proti Soltészovi maximálně soustředil a po výborném výkonu vyhrál 4:1 na klasifikační body. Výhrou a postupem do semifinále měl v kapse jistou bronzovou medaili. V semifinále proti Sovětu Alexandru Krupinovi byl outsiderem a prohrál 0:5 na technické body. Nečakaná bronzová medaile v 27 letech vzbudila zájem o jeho osobu, které do té doby byla minimální. Sami sportovní novináři se ptali trenérů reprezentace co je vlastně zač, přitom měl již za sebou řadu sportovních úspěchů.
Zisk bronzové medaile, ale nezastavil postupný nárůst formy jeho hlavního rivala Jaroslava Ligoše. Toho začal od roku 1982 oddíl Rudé hvězdy Ústí nad Labem preferovat jako jedničku v polotěžké váze. Když nastoupil a tradičně vyhrál, schytal od novinářů místo pochvaly spíše kritiku za neatraktivní boj. V březnu 1982 prohrál v semifinále Velké ceny Ústí nad Labem s Jaroslavem Ligošem a přišel o nominaci na své první mistrovství světa. V červnu ohlásil přestup do pražského klubu TJ Uhelné sklady Praha. Tim defakto přišel o místo ve středisku vrcholového sportu a uzavřel svoji reprezentační kariéru. Za uhlíře boxoval ligu jednu sezonu a v roce 1983 s aktivním boxem skončil.
O jeho soukromém životě existuje jen minimum záznamů. Žil s manželkou a synem Ondřejem (*1980) v Karlových Varech. Zemřel v roce 2014 v 60 letech.

### Výsledky
| Turnaj                | 1975                    | 1976                    | 1977                    | 1978                    | 1979                    | 1980                    | 1981                    | 1982                    |
| Turnaj                | 21                      | 22                      | 23                      | 24                      | 25                      | 26                      | 27                      | 28                      |
| Turnaj                | polotěžká váha do 81 kg | polotěžká váha do 81 kg | polotěžká váha do 81 kg | polotěžká váha do 81 kg | polotěžká váha do 81 kg | polotěžká váha do 81 kg | polotěžká váha do 81 kg | polotěžká váha do 81 kg |
| --------------------- | ----------------------- | ----------------------- | ----------------------- | ----------------------- | ----------------------- | ----------------------- | ----------------------- | ----------------------- |
| Olympijské hry        |                         | —                       |                         |                         |                         | —                       |                         |                         |
| Mistrovství světa     |                         |                         |                         | —                       |                         |                         |                         | —                       |
| Mistrovství Evropy    | —                       |                         | —                       |                         | úč.                     |                         | 3.                      |                         |
| Spartakiáda BS        | 2.                      | —                       | —                       | 3.                      | —                       | —                       | —                       | —                       |
| Memoriál V. Procházky | 3.                      | 1.                      | —                       | 2.                      | 1.                      | 2.                      | —                       | —                       |
| VC Ústí nad Labem     | —                       | —                       | 3.                      | 1.                      | 2.                      | —                       | 2.                      | 3.                      |
| Mistrovství ČSSR      | —                       | 1.                      | 1.                      | 1.                      | 1.                      | 1.                      | 1.                      | 1.                      |